# Klement Gottwald
Klement Gottwald, född 23 november 1896 i Dieditz (tjeckiska Dědice, nu en del av Vyškov), Mähren, Österrike-Ungern, död 14 mars 1953 i Prag, var en tjeckoslovakisk politiker.

## Biografi
Gottwald var möbelsnickare till yrket. År 1912 blev han medlem i Tjeckiens socialdemokratiska parti (ČSSD), och 1921 var han med och grundade Tjeckoslovakiens kommunistiska parti (KSČ). Han arbetade som redaktör för partitidningen Rudé právo i Bratislava 1921–1926, och från 1925 satt han i KSČ:s centralkommitté. Han valdes till partiets generalsekreterare och parlamentsledamot 1929, och var medlem i Kominterns exekutivkommitté 1928–1943.
Efter Münchenöverenskommelsens undertecknande och Nazitysklands invasion av Tjeckoslovakien 1938 tvingades Gottwald i exil i Moskva. Från 1939 var han en framstående ledare för den tjeckoslovakiska motståndsrörelsen.
Efter Röda arméns befrielse av Tjeckoslovakien 1945 återvände han till landet. Han ingick i Zdeněk Fierlingers ministär som vice regeringschef och ledde 1946–1948 den då bildade samlingsregeringen som premiärminister. KSČ åtnjöt stor popularitet efter kriget; i valet 1946 fick partiet hela 38 procent av rösterna, och 1948 utsåg den kommunistdominerade nationalförsamlingen, efter Pragkuppen, en regering huvudsakligen bestående av kommunister och vänstersocialdemokrater. Efter Edvard Beneš avgång utsågs Gottwald till Tjeckoslovakiens president samma år, och var en av de pådrivande i landets omdaning till socialistisk folkrepublik av sovjetisk modell. Gottwald tjänstgjorde därefter som landets president fram till sin död till följd av artärbråck 1953.
Staden Zlín hette 1949–1990 Gottwaldov efter Klement Gottwald.